# Штайнгаген (Північний Рейн-Вестфалія)
Штайнгаген (нім. Steinhagen) — громада в Німеччині, знаходиться в землі Північний Рейн-Вестфалія. Підпорядковується адміністративному округу Детмольд. Входить до складу району Гютерсло.
Площа — 56,18 км2. Населення становить 20 495 ос. (станом на 31 грудня 2020).